# Білл Беррі
Білл Беррі (англ. William Thomas "Bill" Berry; нар. 31 липня 1958) — барабанщик гурту R.E.M..